# Pseudodaphnella nebulosa
Pseudodaphnella nebulosa é uma espécie de gastrópode do gênero Pseudodaphnella, pertencente a família Raphitomidae.